# Factorial
| n      | n!                    |
| ------ | --------------------- |
| 0      | 1                     |
| 1      | 1                     |
| 2      | 2                     |
| 3      | 6                     |
| 4      | 24                    |
| 5      | 120                   |
| 6      | 720                   |
| 7      | 5040                  |
| 8      | 40320                 |
| 9      | 362880                |
| 10     | 3628800               |
| 11     | 39916800              |
| 12     | 479001600             |
| 13     | 6227020800            |
| 14     | 87178291200           |
| 15     | 1307674368000         |
| 16     | 20922789888000        |
| 17     | 355687428096000       |
| 18     | 6402373705728000      |
| 19     | 121645100408832000    |
| 20     | 2432902008176640000   |
| 25     | 1.551121004×1025      |
| 50     | 3.041409320×1064      |
| 70     | 1.197857167×10100     |
| 100    | 9.332621544×10157     |
| 450    | 1.733368733×101000    |
| 1000   | 4.023872601×102567    |
| 3249   | 6.412337688×10000     |
| 10000  | 2.846259681×1035659   |
| 25206  | 1.205703438×10100000  |
| 100000 | 2.824229408×10456573  |
| 205023 | 2.503898932×101000004 |
| 1000   | 8.263931688×105565708 |
| 10100  | 10101.9981097754820   |

În matematică factorialul unui număr întreg pozitiv n, notat cu n!, este egal cu produsul numerelor naturale mai mici sau egale cu n. Este o funcție numerică discretă și o operație unară (cu un singur operand). Este întâlnit în combinatorică și în alte formule matematice cum ar fi coeficienții din binomul lui Newton sau formula lui Taylor.
Exemple:
{\displaystyle 5!=5\times 4\times 3\times 2\times 1=120\ }
{\displaystyle 0!=1\ } (caz special stipulat prin definiție)
Factorialul unui număr oarecare n indică numărul de permutări (numărul de posibilități de rearanjare) ale unei mulțimi finite având n elemente. 
Poate fi aproximat prin formula lui Stirling.

## Definiție
Funcția factorial este definită de:
{\displaystyle n!=\prod _{k=1}^{n}k\!}
sau, recursiv, de:
{\displaystyle n!={\begin{cases}1&{\text{, }}n=0,\\(n-1)!\times n&{\text{, }}n>0.\end{cases}}}

## Suma inverselor factorialelor
Suma inverselor factorialelor numerelor de la 0 la n, când n tinde spre infinit, este egală cu constanta e:
{\displaystyle \sum _{n=0}^{+\infty }{\frac {1}{n!}}=\mathrm {e} =2,718\,281\,828\,459\ldots }
Aceasta este o consecință a dezvoltării în serie Maclaurin a funcției exponențiale:
{\displaystyle e^{x}=\sum _{n=0}^{\infty }{\frac {x^{n}}{n!}}=1+x+{\frac {x^{2}}{2!}}+{\frac {x^{3}}{3!}}+\cdots }.
pentru cazul particular {\displaystyle x=1}.